# آغار هويل
أجار هويل (بالإنجليزية: Hoyle's Agar) عبارة عن وسط انتقائي يستخدم التيلوريت من أجل الاختيار التفاضلي لبكتيريا الوتدية الخناقية من بين فلورا الجهاز التنفسي العلوي .
يحتوي أجار هويل تيلوريت على :
| بروتوز ببتون     | 10 جم/لتر  |
| مستخلص لحم البقر | 10 جم/لتر  |
| كلوريد الصوديوم  | 5 جم/لتر   |
| دم، سوائل        |            |
| تيلوريت          | 3.5 جم/لتر |
| أجار             | 15 جم/لتر  |